# Miguel Viegas
Miguel Lopes Batista Viegas (* 27. Juni 1969 in Paris, Frankreich) ist ein portugiesischer Wirtschaftswissenschaftler und Politiker (PCP). Von 2014 bis 2019 war er Europaabgeordneter für Portugal.
Viegas wuchs als Sohn portugiesischer Einwanderer in Paris auf und kehrte mit zehn Jahren zurück nach Portugal. Er schloss 1993 sein Studium der Veterinärmedizin an der Technischen Universität Lissabon mit der licenciatura ab. Bis 2011 arbeitete Viegas als Tierarzt. Einen weiteren Abschluss in Wirtschaftswissenschaften machte Viegas 2004 an der Universität Aveiro, wo er sich 2010 auch in dem Fach habilitierte. Seit 2008 arbeitet er als Dozent und Forscher für Wirtschaftswissenschaften an derselben Universität, besonders im Bereich Makroökonomie und Haushaltspolitik.
2013 wurde er bei den Kommunalwahlen für die Kommunistische Partei in das Stadtparlament von Ovar gewählt. 2014 nominierte ihn die Partei für den dritten Platz auf der Europawahlliste der Listenverbindung aus Kommunisten und Grünen (Coligação Democrática Unitária). Das Bündnis errang überraschend deutliche Zugewinne und errang mit 12,68 Prozent erstmals seit 1994 wieder drei Sitze im Europaparlament, sodass Miguel Viegas neben João Ferreira und Inês Zuber ins Europaparlament einzog. 2019 schied Viegas regulär aus dem Parlament aus.